# Калачовка (Кировоградская область)
Калачовка (укр. Калачівка; до 7 марта 1946 года — Туркестановка) — село в Онуфриевской поселковой общине Александрийского района Кировоградской области Украины
До 2020 года входило в Онуфриевский район
Население по переписи 2001 года составляло 50 человек. Почтовый индекс — 28104. Телефонный код — 5238. Код КОАТУУ — 3524686203.
В селе родился Герой Советского Союза Иван Овчаренко.